# Atheta basicornis
Atheta basicornis är en skalbaggsart som först beskrevs av Étienne Mulsant och Claudius Rey 1852.  Atheta basicornis ingår i släktet Atheta, och familjen kortvingar. Arten är reproducerande i Sverige.